# Museo Arqueológico de Adana
El Museo Arqueológico de Adana (en turco Adana Arkeoloji Müzesi) es uno de los museos arqueológicos de Turquía. Está ubicado en la ciudad de Adana, situada en la provincia de su mismo nombre.  

## Historia
El museo se creó en 1924 y su apertura al público se produjo en 1928, ubicado en una mezquita. Fue trasladado en 1950 a otro edificio pero la necesidad de un espacio más amplio para albergar los hallazgos de las excavaciones arqueológicas que iban teniendo lugar provocó que fuera reubicado en 1972 en un nuevo edificio. 
Actualmente forma parte de un complejo museístico que, tras un gran proyecto de rehabilitación de una antigua fábrica textil que se inició en 2013, incluye el museo arqueológico, un museo de mosaicos, un museo de la ciudad, otro para niños, otro de agricultura, otro de industria y otro etnográfico. En conjunto, todos estos museos forman el Museo de Adana.

## Colecciones
El museo contiene una colección de objetos arqueológicos procedentes de los yacimientos arqueológicos de Tarso, Misis, Karatepe, Yumuktepe y Sirkeli Höyük, entre otros de la región de Çukurova (antiguamente conocida como Cilicia). Su cronología abarca desde la Prehistoria hasta el periodo otomano.
Un sector del museo expone obras realizadas en piedra como relieves funerarios, sarcófagos y estatuas. Otro exhibe, en orden cronológico, obras de las diversas civilizaciones que habitaron en Cilicia. Entre ellas, se hallan ofrendas votivas, sellos, recipientes de cerámica y de vidrio, lámparas y mosaicos. Por otra parte, se encuentran expuestas monedas y joyas.
El jardín del museo alberga inscripciones y lápidas. Entre estas últimas sobresalen varias que pertenecen a gobernantes del periodo otomano.
Entre las obras expuestas, algunas de las más destacadas son una escultura del periodo neohitita que representa al dios de la tormenta Tarhunta y que incluye una inscripción bilingüe en jeroglifico luvita y fenicio; la denominada «estela de Babilonia» y otra estela conocida como «estela de Anatolia». También es interesante una estatua de bronce que procede de la antigua ciudad de Magarso, un sarcófago de época romana con una representación de Medusa —que fue confiscado por las fuerzas de seguridad turcas cuando iba a ser vendido en una operación de contrabando— y el llamado «sarcófago de Aquiles», también de época romana y que tiene relieves que representan escenas de la guerra de Troya.
| |
| Estatua procedente de Çineköy con inscripción bilingüe en idiomas luvita y fenicio (siglo VIII a. C.) |

|                                  |
| Estatua neohitita de Tell Halaf. |

|                    |
| Relieve neohitita. |

|                                           |
| Sarcófago de época romana (170-190 d. C.) |